# ارین مک‌کنی
ارین مک‌کنی (انگلیسی: Erin McKenney؛ زادهٔ ۹ آوریل ۱۹۹۸) یک فعال حقوق بشر اهل ایالات متحده آمریکا است. او فعالیت‌هایش را بر روی کمک رسانی به کودکان و بزرگسالان نیازمند اختصاص داده بود. به این دلیل در ژانویه سال ۲۰۱۵، گروه فعالان ان ای اس NES ارین مک کنی را به عنوان فعال ماه ژانویه انتخاب کردند.

## سنین جوانی و تحصیلات
ارین مک‌کنی در ۹ آوریل ۱۹۹۸ در ایالت نیوهمپشایر آمریکا به دنیا آمد و در همین ایالت نیز رشد کرد. به دلیل نشان دادن فعالیت‌های چشم‌گیری که در دوران جوانی داشت موفق شد تا از سازمان مددکاری جوانان JSA، یک سازمان آمریکایی که هدفش کمک به دانش‌آموزان دبیرستانی جهت کسب مهارت و دانش لازم برای مباحث مؤثر و مشارکت در امور مدنی است، جایزه دریافت کند. همچنین جایزه تیموتی را از کلیسای کاتولیک منچستر دریافت کرد. او وارد خانه ملت نیوهمشایر جایی که مجلس نمایندگان، سنای ایالت نیوهمشایر و دفاتر بخش اجرایی دولت ایالتی در آن قرار دارد شد. در فعالیت در کمیته حقوق کودک و خانواده، او متوجه شد آنچه که در ارتباط با امور سیاسی دوست داشته، توانایی برای بهبود زندگی از طریق برنامه‌های اجتماعی بوده، و اینکه او ترجیح می‌داده که در ارتباط مستقیم با مردم کار کند. او همچنین عضو شورای مشورتی قانونگذاری شورای ایالت نیوهمپشایر بود. به عنوان دانشجوی کالج لافایت به درجاتی در زمینه‌های روانشناسی، انسان‌شناسی و جامعه‌شناسی پیشرفت کرد.

## ورود به فعالیت‌های اجتماعی
بعد از ورود به فعالیت‌های اجتماعی به عنوان یک زن جوان نمونه در برنامه‌ای علمی بنام برنامه دانش کنجکاوی جایزه دختر پیشاهنگ طلایی را بدست آورد. او از سراسر جهان نامه‌هایی از زنان شاغل در زمینه‌های علوم، فناوری، مهندسی و ریاضیات جمع‌آوری می‌کرد و به دانشجویان خود می‌داد تا به زنان جوان کمک کند و به آن‌ها نمونه‌های فعال در زمینه‌های یاد شده را نشان دهد تا زنان جوان به حمایت از جامعه علمی تشویق شوند. در مصاحبه‌ای با بی‌بی‌سی ارین مک‌کنی گفت:« آموزش به دختری که صدایش سزاوار شنیده شدن است، درس ارزشمندی است که می‌تواند آموخته شود » و «مردم نیاز دارند بدانند که جای آنها در هر نقطه‌ای از جهان است که دوست دارند در آنجا باشند». در ارتباط با ندیدن افراد با دید جنسیتی او می‌گفت «هیچ کاری زنانه یا مردانه نیست، تنها موضوع واقعی این است که آنها باید به کاری که انجام می‌دهند ایمان داشته باشند». این برنامه بی‌بی‌سی باعث شهرت او شد و او را به عنوان یکی از ۱۰۰ زن سال ۲۰۱۶ معرفی کرد.

## جوان‌ترین در لیست ۱۰۰ نفره
ارین مک‌کنی جوان‌ترین زن در لیست ۱۰۰ زن سال ۲۰۱۶ بود. با هدف افزایش نقش زنان جوان و در تلاش برای ایجاد صفحات بیشتری برای آنها، او با برنامه ویکی‌مدیای بی‌بی‌سی در کمپین ۱۰۰ زن همکاری کرد که تلاشی برای تدوین صفحات زیادتری برای زنان در ویکی‌پدیا شد، زیرا او عمیقاً اعتقاد داشت که بارز شدن نقش زنان جوان رو به افزایش است. همچنین در کسب حمایت اجتماعی به ویژه برای آموزش، تلاش برای پذیرفته شدن تفاوت‌ها در عملکردهای فردی و صفات رفتاری، در جوامع انسانی و شنیدن صدای این جوامع فعال بود.